# Il mio nemico (film)
Il mio nemico (Enemy Mine) è un film del 1985 diretto da Wolfgang Petersen. Il film è liberamente tratto dal pluripremiato romanzo breve Mio caro nemico (Enemy Mine, 1979) di Barry Longyear.

## Trama
XXI secolo: gli esseri umani s'inoltrano nell'esplorazione e scoperta di nuovi pianeti e di conseguenza territori da sfruttare e colonizzare. Si scontrano con i Drac, una specie aliena rettiloide senziente che rivendica l'influenza di alcuni territori contesi.
Durante un'incursione di quattro vascelli alieni viene inviata una squadriglia di sei caccia terrestri con il compito di intercettarli. L'ostinazione del pilota umano Willis E. Davidge nell'inseguire ed ingaggiare uno scontro con uno dei vascelli nemici, reo di avere distrutto il caccia di un proprio compagno, porta la propria astronave nell'atmosfera del pianeta Fyrine IV. Benché Joy, il suo navigatore, gli avesse più volte chiesto di cessare l'inseguimento, Willis riesce a colpire gravemente il vascello nemico che comincia a precipitare rendendo la guida sempre più problematica. Il pilota Drac prima dell'impatto sulla superficie del pianeta sottostante si separa dal suo vascello grazie ad un modulo di salvataggio mentre il pilota terrestre non riesce ad evitare l'impatto con il vascello nemico abbandonato, con la conseguenza di ferire mortalmente il suo navigatore e precipitare egli stesso sulla superficie del pianeta.
Spinto dalla vendetta Willis si mette alla ricerca del nemico, deciso ad ucciderlo una volta trovato, ma nel tentativo non riuscito di mettere in atto i propri propositi viene invece catturato dal nemico, Jeriba "Jerry" Shigan, dando inizio ad un reciproco studio al fine della sopravvivenza comune. La necessità di socializzare farà lentamente scoprire l'altrui lingua e trasformerà il loro rapporto prima in solidarietà e poi in amicizia.
Col passare del tempo Willis nota che Jerry sta cambiando e scopre infine che è incinto. L'alieno infatti si riproduce per partenogenesi. Jerry spiega che per gli umani, avere figli è una scelta, ma per la razza dei Drac, avviene quando giunge il momento e non lo possono cambiare. Purtroppo le conseguenze del parto lo porteranno alla morte, ma durante l'agonia riesce a farsi promettere e ad imparare da Willis, la lunghissima serie di nomi di tutti gli avi che lo hanno preceduto e si fa promettere che tale lista verrà insegnata al suo figlio. Come ultima cosa, gli dona il libro Drac, simbolo di conoscenza della sua razza. Davidge si trova così a dovere allevare l'alieno neonato.
Inizialmente spaesato, Willis prende le sue responsabilità e cresce Zammis come un figlio. Per anni, i due vivono insieme sul pianeta, affrontando mille pericoli. Davidge insegna a Zammis non solo la cultura Drac, come richiesto da Jerry, ma anche elementi della cultura umana, creando un legame unico tra loro. Zammis cresce chiamando Davidge "zio" e considerandolo una figura paterna.
Le cose prendono una svolta quando, anni dopo, Davidge scopre che degli umani senza scrupoli stanno sfruttando i Drac come schiavi in miniere sul pianeta. Durante un incontro con questi schiavisti, Zammis viene catturato, e Davidge, ferito, viene soccorso da una nave terrestre di passaggio. Una volta guarito, Davidge si rifiuta di abbandonare Zammis e intraprende una missione per salvarlo. Riesce a liberare il piccolo Drac e altri prigionieri, affrontando i trafficanti umani. Gli alieni aiutano Willis, poiché hanno compreso che non tutti gli umani sono uguali, vedendo anche il legame che lega Davidge e Zammis. In quel momento giungono le navi della federazione umana, che si uniscono agli alieni. Davidge e Zammis dimostrano che ci può essere reciproca intesa e amicizia tra i due mondi.
Nel finale, Davidge porta Zammis sul suo pianeta natale, Dracon: un mondo verde, lussureggiante e pieno di vita, illuminato da tre lune. Così facendo, mantiene la promessa fatta al suo amico Jerry. I due vengono accolti dal sacro consiglio Drac e dall’intero popolo. Davanti a Zammis e a tutti i presenti, Davidge recita i nomi degli antenati di Jerry, di cui Zammis è discendente. Una voce narrante rivela che, in futuro, quando anche Zammis avrà un figlio, durante la cerimonia davanti al consiglio includerà il nome di Davidge nella lista degli antenati, riconoscendolo come parte della sua famiglia e onorando il contributo dell’umano alla sua vita. Il film si chiude su questa nota di fratellanza universale, mostrando come l’amicizia e la comprensione possano superare le barriere di razza e conflitto.